# Concistori di papa Gregorio XV

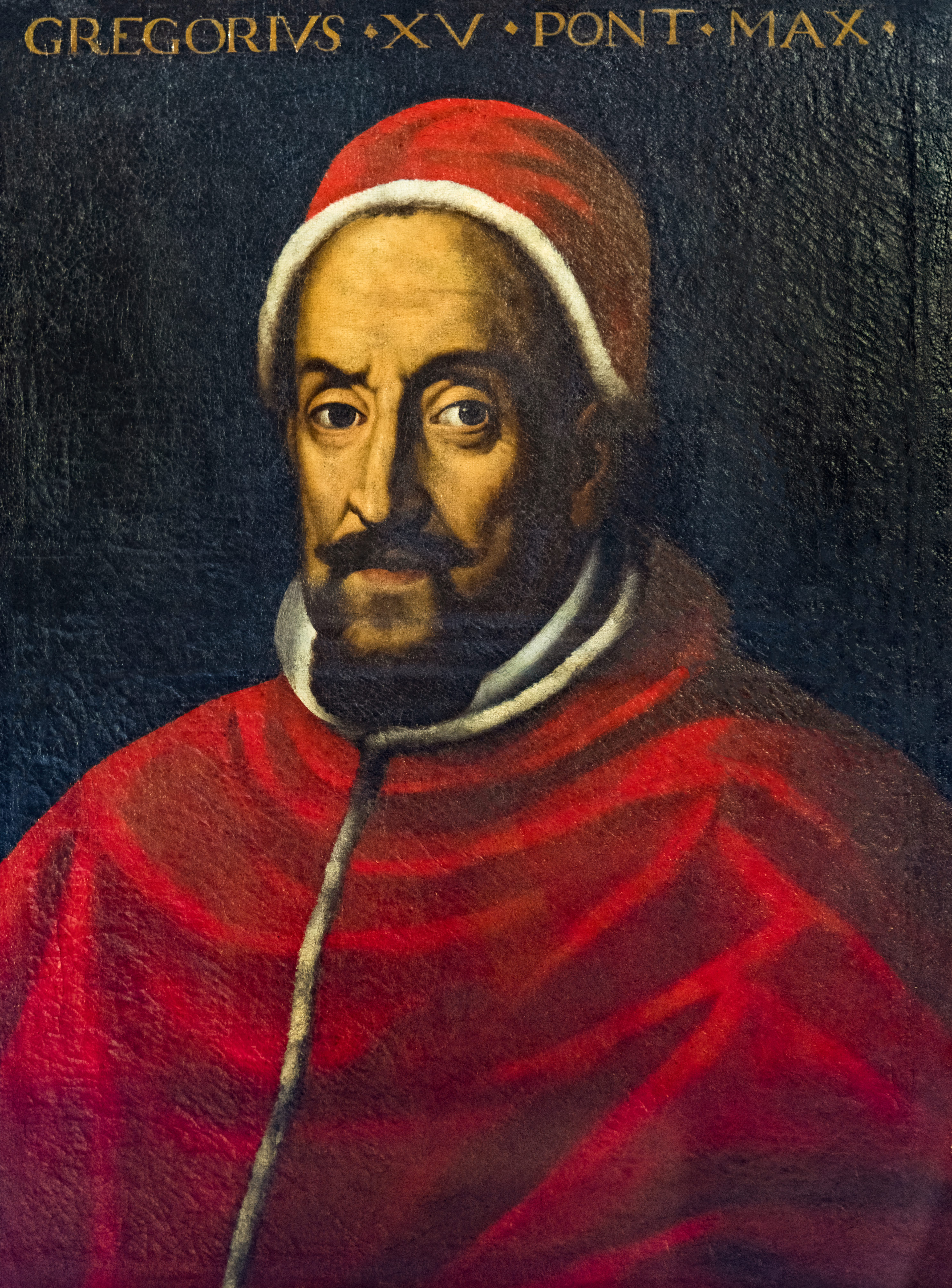
Papa Gregorio XV

Questa voce raccoglie l'elenco completo dei concistori per la creazione di nuovi cardinali presieduti da papa Gregorio XV, con l'indicazione di tutti i cardinali creati. Durante il suo pontificato, Gregorio XV ha creato  11 nuovi cardinali in 4 distinti concistori, provenienti da 3 diverse nazioni.

## 15 febbraio 1621 (I)
In questo concistoro è stato nominato 1 cardinale:
- Ludovico Ludovisi, nipote di Sua Santità, relatore delle SS.CC. del Buon Governo e della Consulta; creato cardinale presbitero di Santa Maria in Traspontina; deceduto il 18 novembre 1632.

## 19 aprile 1621 (II)
In questo concistoro sono stati nominati 4 cardinali:
- Antonio Caetani, arcivescovo di Capua; creato cardinale presbitero di Santa Pudenziana; deceduto il 17 marzo 1624.
- Francesco Sacrati, arcivescovo titolare di Damasco, Datario di Sua Santità; creato cardinale presbitero di San Matteo in Merulana; deceduto il 6 settembre 1623.
- Francesco III Boncompagni, pronipote di Sua Santità, referendario dei Tribunali della Segnatura Apostolica; creato cardinale diacono di Sant'Angelo in Pescheria; deceduto il 9 dicembre 1641.
- Ippolito Albrandini, junior, pronipote di Papa Clemente VIII, chierico di Parma; creato cardinale diacono di Santa Maria Nuova; deceduto il 19 luglio 1638.

## 21 luglio 1621 (III)
In questo concistoro sono stati nominati 2 cardinali:
- Lucio Sanseverino, arcivescovo di Salerno; creato cardinale presbitero di Santo Stefano al Monte Celio; deceduto il 25 dicembre 1623.
- Marco Antonio Gozzadini, cugino di Sua Santità, canonico della Basilica Vaticana; creato cardinale presbitero di Sant'Eusebio; deceduto il 1º settembre 1623.

## 5 settembre 1622 (IV)
In questo concistoro sono stati nominati 4 cardinali. Inoltre, secondo una lettera del capitolo metropolitano della Cattedrale di Lima a papa Urbano VIII, conservata nell'Archivo de Indias a Siviglia, venne chiesto al papa di creare cardinale anche  Bartolomé Lobo Guerrero, arcivescovo di Lima, ma la risposta del pontefice non è nota. Quindi, i nuovi cardinali furono:
- Cosimo de Torres, arcivescovo titolare di Adrianopoli, nunzio apostolico in Polonia; creato cardinale presbitero di San Pancrazio fuori le mura; deceduto il 1º maggio 1642.
- Armand-Jean du Plessis de Richelieu, vescovo di Luçon, primo segretario di Stato di Francia; creato cardinale presbitero ma non si recò mai a Roma per ricevere il titolo; deceduto il 4 dicembre 1642.[1]
- Ottavio Ridolfi, vescovo di Ariano; creato cardinale presbitero di Sant'Agnese in Agone; deceduto il 6 luglio 1624.
- Alfonso de la Cueva-Benavides y Mendoza-Carrillo, protonotario apostolico; creato cardinale diacono dei Santi Silvestro e Martino ai Monti; deceduto il 10 agosto 1655.